# 蘇斯-馬塞-德拉大區
蘇斯-馬塞-德拉大區（阿拉伯语：‎）是摩洛哥中部曾经的一個大區，西臨大西洋，東鄰阿爾及利亞。面積70,880平方公里。2004年人口3,113,653人。首府阿加迪爾。
下轄兩市五省。